# Okavango
Der Okavango, auch Okawango, Cubango oder Kavango genannt, ist ein zirka 1700 Kilometer langer Fluss im südlichen Afrika. Er endet im abflusslosen Okavangodelta.

## Flusslauf

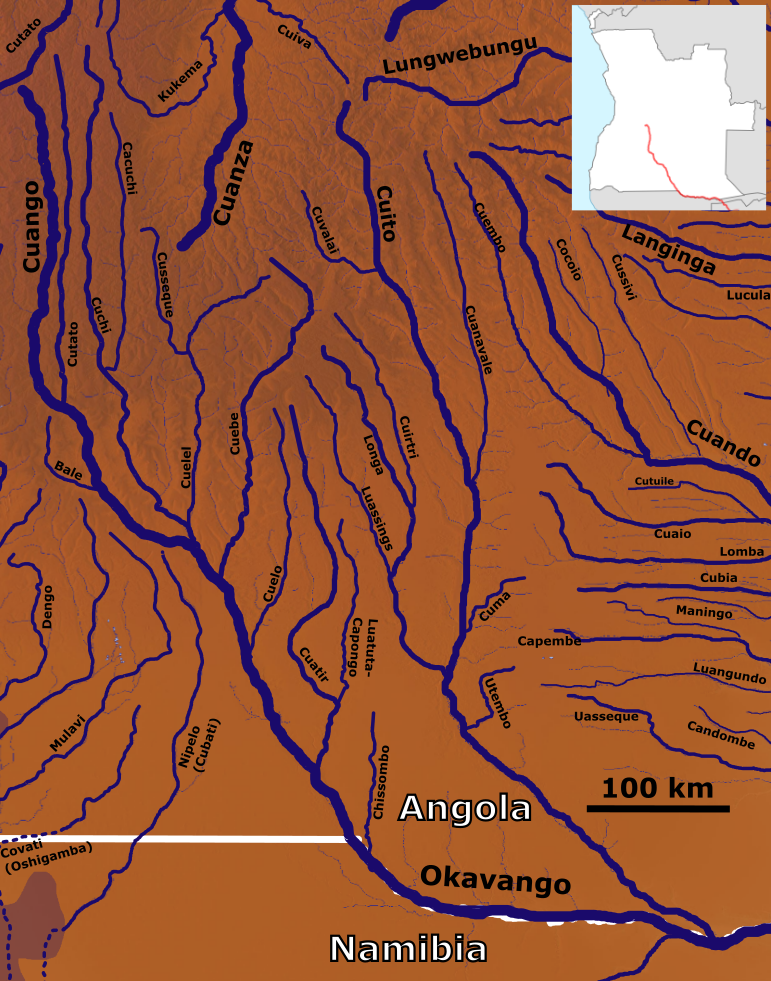
Flusssystem des Okavango

Der Fluss entspringt als Cubango (auch Kubango genannt) im Zentrum von Angola auf dem Hochland von Bié und fließt von dort aus in das abflusslose, wüstenhafte Landesinnere von Botswana.
Dabei durchfließt er das Hochland in Richtung Süden zur Grenze von Namibia. Von dort an wird er in seinem Mittellauf meist Kavango (ursprünglich Okavango) genannt und bildet für etwa 400 Kilometer die Grenze zwischen Angola und Namibia. Nkurenkuru, die Hauptstadt der Region Kavango-West, und Rundu, die Hauptstadt der Region Kavango-Ost, liegen am Südufer des Flusses.
Er durchquert den langgestreckten, schmalen Caprivizipfel von Namibia. Kurz nach Andara bildet er mit seinen Stromschnellen die Popafälle. Unmittelbar bei Andara gibt er einen Teil seines Wassers in einen Kanal für ein Turbinen-Wasserkraftwerk ab, das in den 1980er Jahren in einem Projekt der Arbeitsgemeinschaft für Entwicklungshilfe zur Versorgung eines Hospitals erbaut worden ist. Dann erreicht er das nordwestliche Botswana. Dort versickert das Wasser des Flusses in den Sümpfen des (oberirdisch) abflusslosen Okavangobeckens in einem 15.000 km² großen und sumpfigen Binnendelta (Okavangodelta), das im Nordosten der Kalahari liegt; die Größe des Deltas schwillt während der Regenzeit auf bis 20.000 km² an. Darin liegt auch das Moremi-Wildreservat (Moremi Wildlife Reserve). In seinem Mittellauf wird der Okavango von Krokodilen und Flusspferden bewohnt. Das Delta ist für seinen großen Artenreichtum bekannt.
Praktisch sein gesamtes Wasser erhält der Okavango aus Angola. Er wird aus einer Vielzahl von Nebenflüssen gespeist, die meist sehr schmale und lange, dicht nebeneinander liegende Einzugsgebiete entwässern. Der längste Nebenfluss ist mit rund 920 Kilometern der Cuito.

## Wassermenge
Aufgrund der regenarmen Witterung im Winter erreicht das Wasser des Kubango-Okavango und seiner Zuflüsse sein Binnendelta in der Regel erst mit mehrmonatiger Verspätung, nämlich erst dann, wenn es von den Hochwasserschüben der Regenzeit wellenartig nach Süden getrieben wird. Daher kommt es vor, dass der Okavango in seinem Mittel- und Unterlauf nur noch als Bach, als spärliches Rinnsal dahinfließt oder – abgesehen von den in seinen Flussmulden zurückgebliebenen Seen – völlig trockenfällt. Wenn die Regenzeit einsetzt, entwickelt sich der Okavango zu einem reißenden Strom, der sein sumpfiges Delta mit reichlich Wasser versorgt. Im Jahresdurchschnitt liefert er etwa 10 Milliarden m³ Wasser in sein abflussloses Binnendelta.
Die Abflussmenge wurde am Pegel in Mukwe, kurz bevor der Fluss in das Delta übergeht, in m³/s gemessen (langjähriges Mittel seit 1949/50).

## Flusslänge
Die Länge des Okavango wird in Nachschlagewerken zumeist mit 1600 oder 1800 Kilometer angegeben. Beides kann als richtig betrachtet werden: Die Schwierigkeit bei der Festlegung seiner Länge ist die Tatsache, dass sich der Fluss in dem obig genannten Becken und Binnendelta einerseits in mehrere Flussarme aufteilt, die dann irgendwo in den unüberschaubaren Sümpfen enden. Andererseits hängen die Längen dieser Flussläufe stark von der Wasserzufuhr des Okavango ab, die während der Regenzeit im Sommer wesentlich stärker ausfällt als im regenarmen Winter. Während der Regenzeit fließt sein Wasser im Regelfall über die Grenzen dieser Sumpflandschaft hinaus, wo er den Ngamisee und über den Boteti die Makgadikgadi-Salzpfannen speist.

## Einzugsgebiet

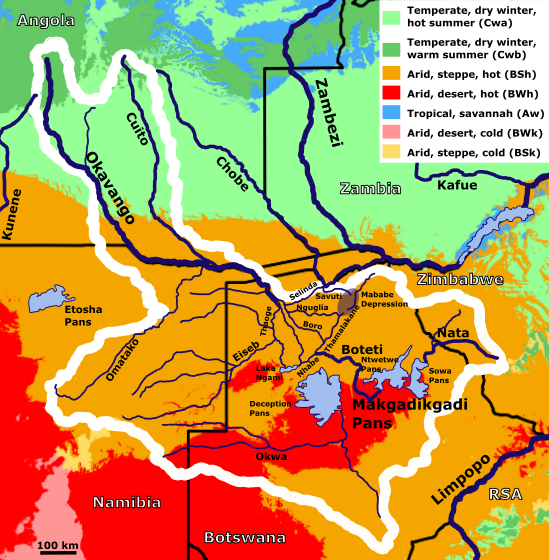
Das Einzugsgebiet der Makgadikgadi-Pfannen, unterlegt mit Klimazonen nach Koeppen-Geiger

Die Angaben über das Einzugsgebiet sind höchst unterschiedlich. Dies liegt an der Bemessungsgrundlage. Das Gesamteinzugsgebiet des endorheischen Beckens der Makgadikgadi-Salzpfannen (oder Okavango-Beckens) hat eine Fläche von 721.258 km². Die Fläche, die direkt oder indirekt in den Okavango entwässert, beträgt etwa 413.550 km². Dies beinhaltet allerdings auch trockene Flussbetten wie den Eiseb und den Omatako, der nur im Oberlauf Wasser führt, und die Flächen bis zum Cuando, in denen es zu Wechselwirkungen mit dem Sambesi-Einzugsgebiet kommt. Der Anteil, der tatsächlich Wasser zum Abfluss bringt, beträgt etwa 171.000 km² (plus 15.844 km² Delta).
Das Makgadikgadi- oder Okavango-Becken erstreckt sich über vier Länder. Der größte Teil mit knapp der Hälfte liegt in Botswana. Den Rest, abgesehen von einem kleinen Stück in Simbabwe, teilen sich Angola und Namibia fast hälftig. Der größte Teil des Einzugsgebietes des Okavango hingegen liegt in Angola, wo auch fast das gesamte Wasser des Okavango herkommt.
Die Einzugsgebiete teilen sich wie folgt auf (Unschärfen sind rundungsbedingt):
| Staaten  | Einzugsgebiet des Beckens in km² | Anteil der Fläche des Beckens in % | Einzugsgebiet des Okavango in km² | Anteil des Okavango-Einzugsgebietes in % | Anteil am Abfluss des Okavango in % |
| -------- | -------------------------------- | ---------------------------------- | --------------------------------- | ---------------------------------------- | ----------------------------------- |
| Angola   | 199.067                          | 27,6                               | 198.504                           | 48                                       | 94,5                                |
| Botswana | 338.270                          | 46,9                               | 62.033                            | 15                                       | 2,6                                 |
| Namibia  | 163.726                          | 22,7                               | 153.014                           | 37                                       | 2,9                                 |
| Simbabwe | 20.195                           | 2,8                                | 0                                 | 0                                        | 0,0                                 |
| Gesamt   | 721.258                          | 100                                | 413.550                           | 100                                      | 100                                 |

## Brücken
Der untere Teil des Flusses war auf dem Landweg bis 2004 nur per Fähre zu überqueren. Danach wurden zwei Brücken erbaut: 
- Die Baganibrücke in Namibia wurde 2004 fertiggestellt und ist wichtiger Teil der Trans-Caprivi-Fernstraße durch den Caprivizipfel.
- Die 2022 eröffnete Okavango River Bridge ist die einzige Brücke über den Okavango in Botswana.

## Flussgeschichte

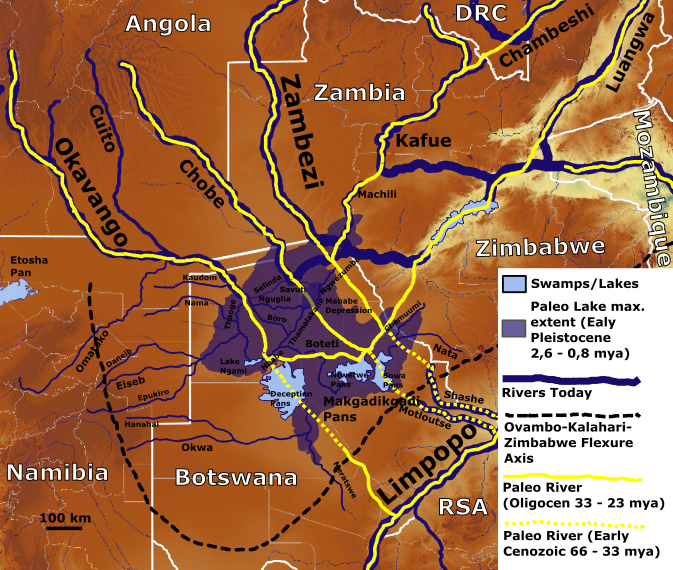
Die vermutete maximale Ausdehnung des Paläo-Makgadikgadisees im frühen Pleistozän und der Verlauf der Flüsse im frühen bis mittleren Känozoikum

Vor etwa 65 Millionen Jahren mündete der Sambesi nicht in die Straße von Mosambik. Er floss parallel zum Cuando und zum Okavango und mündete wie diese in den Limpopo. Dabei benutzte der Sambesi das Flussbett des Shashe, und der Cuando das des Motloutse. Zwar waren auch damals der Luangwa und der Kafue Nebenflüsse des Sambesi, aber der Kafue war durch den Chambeshi verlängert und er mündete über das Machili-Tal. Der Luangwa hatte zwar einen Verlauf wie heute, floss allerdings nicht an der heutigen Mündung nach Osten, sondern floss nach Westen, das heutige Flussbett des Sambesi hinauf und mündete im Grenzgebiet zwischen Simbabwe und Botswana in den Paläo-Sambesi.

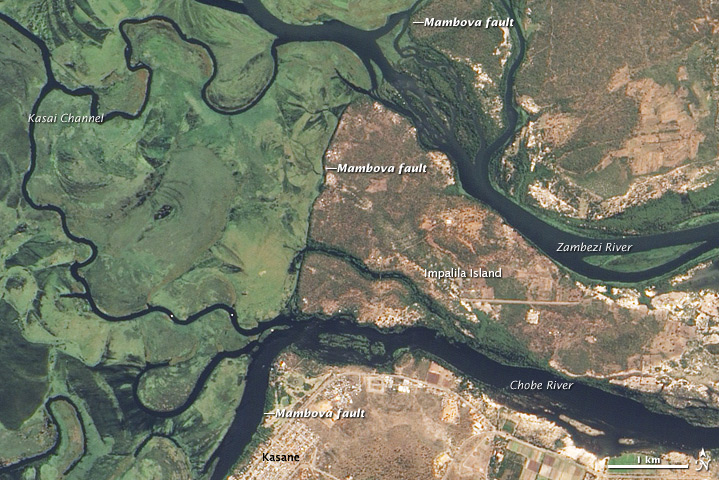
Die Mambove-Verwerfung mit dem Durchbruch des Sambesi und des Chobe (Cuando)

Durch die Hebung der Ovambo-Kalahari-Simbabwe-Verwerfung (OKZ) entstand eine neue Wasserscheide, die den Sambesi vom Limpopo abschnitt. In der Folge bildete sich im Makgadikgadi-Becken ein See, dessen höchste Uferlinie bei 995 m lag und der in seiner Ausdehnung mit dem heutigen Viktoriasee vergleichbar, beziehungsweise teils deutlich größer war. Es sind insgesamt bisher 5 unterschiedliche Uferlinien gefunden worden. Gestaut wurde der See am heutigen Sambesi durch die Chobe- oder Mambova-Verwerfung. Im weiteren Ablauf änderte der Luangwa seinen Lauf nach Osten. Danach fiel der Chambeshi weg, der seither zum Kongo-Einzugsgebiet gehört. Dann verlagerte der Kafue seinen Verlauf über die Kafue-Auen in sein heutiges Bett. Und schließlich durchbrach der Sambesi die Verwerfungen oberhalb der Victoriafälle, sodass auch er nicht mehr ins Makgadikgadi-Becken floss. Als letzter wurde der Verlauf des Cuando durch eine Sanddüne zum Sambesi umgelenkt, obwohl er auch heute noch über den Savuti und den Magwekwana teils Kontakt zum Okavango hat.

## Galerie

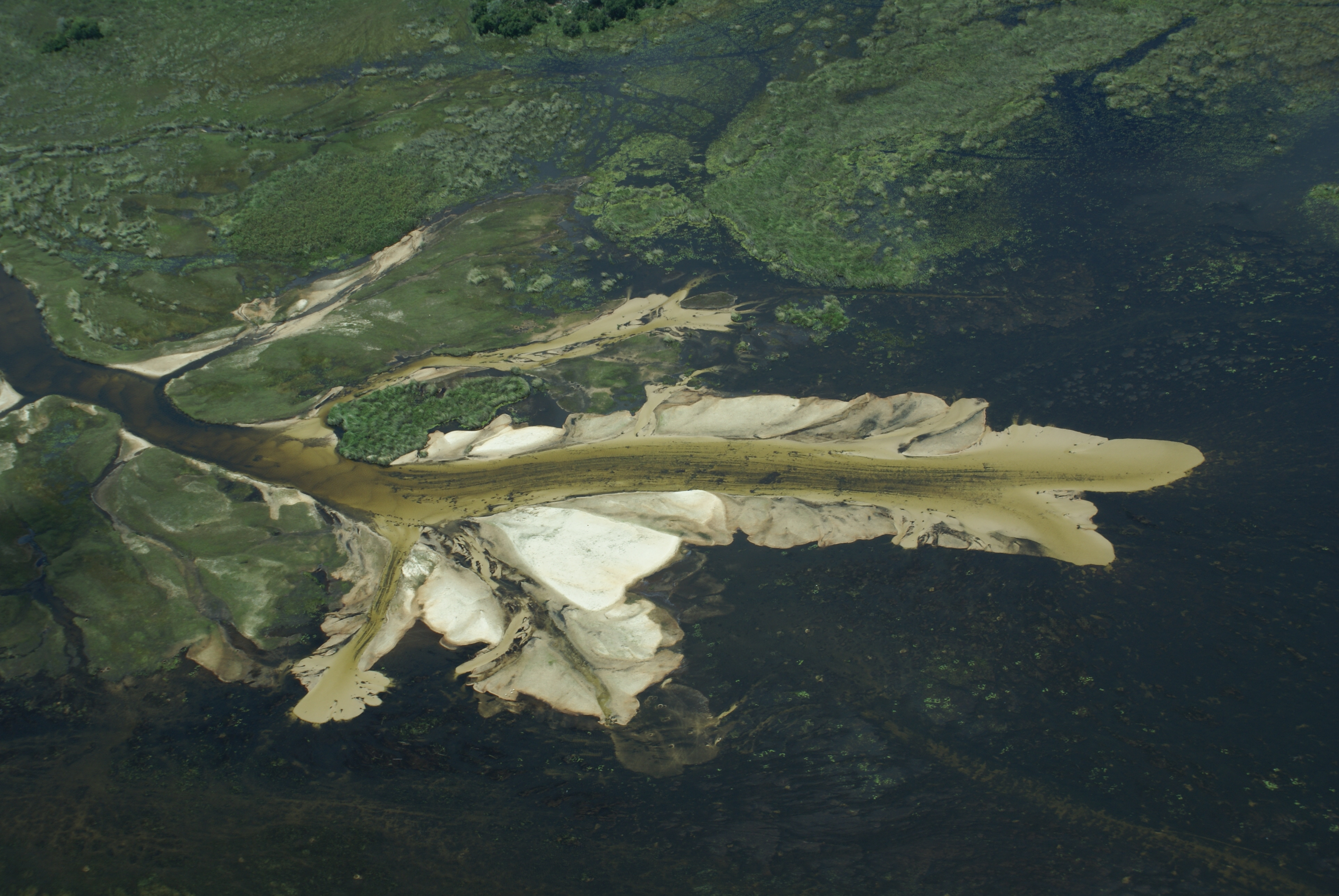
Okavangodelta
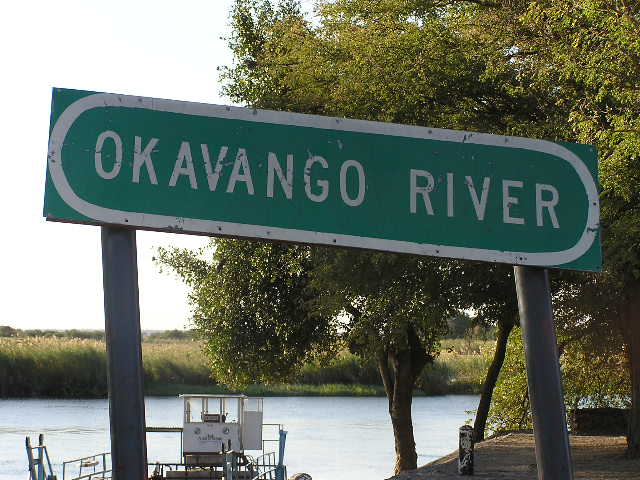
Schild am Okavangounterlauf
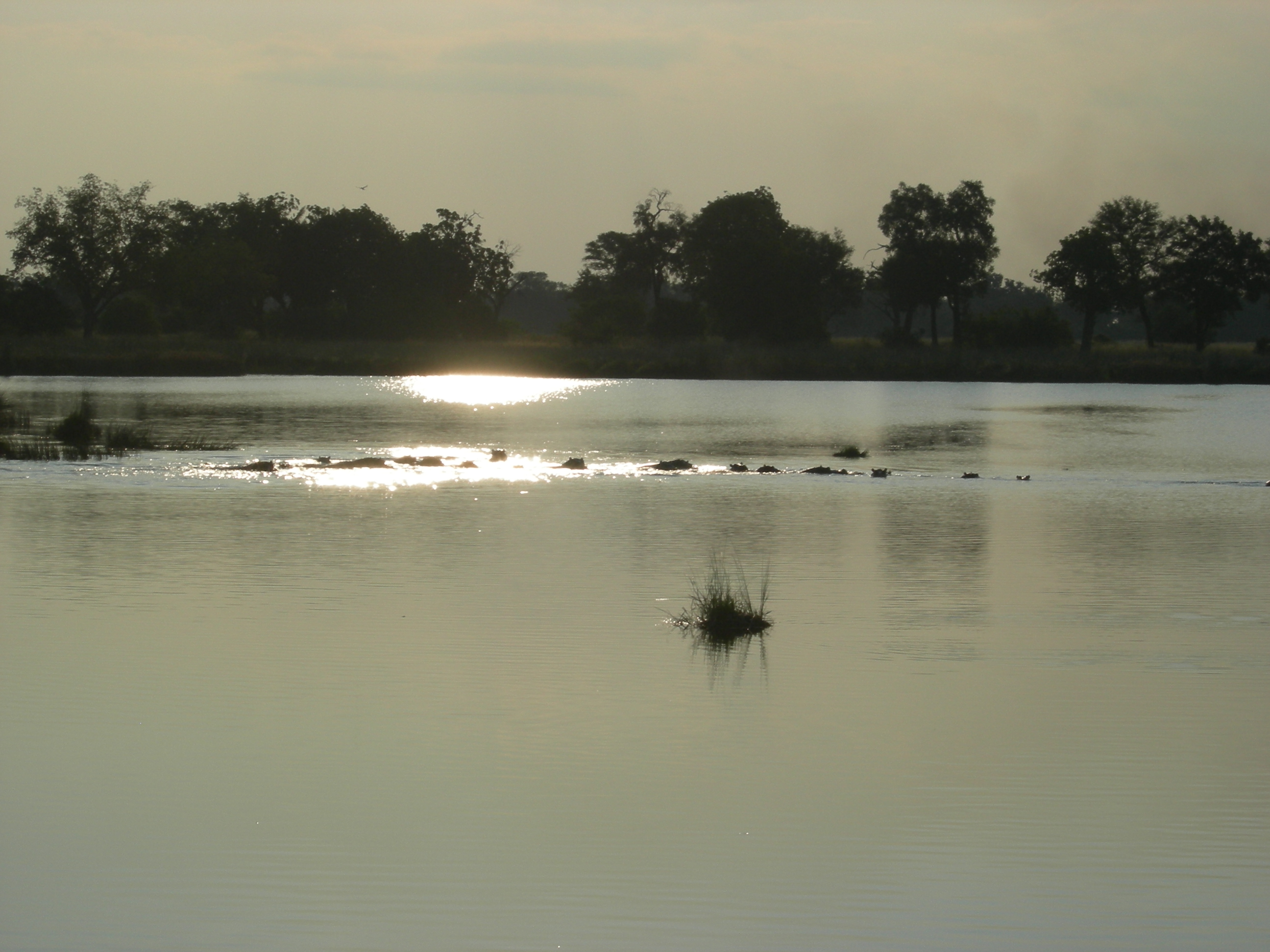
Blick übers Wasser
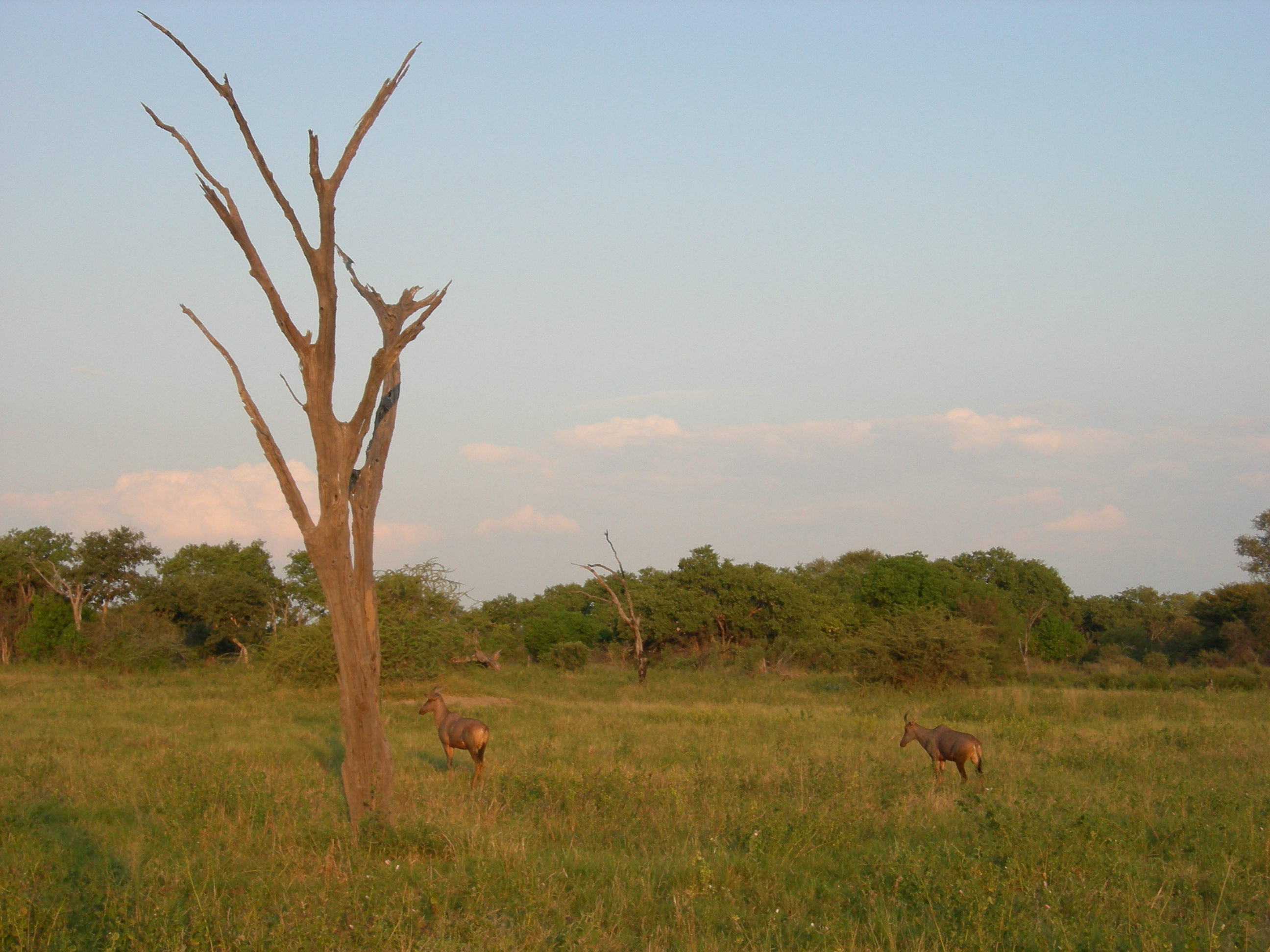
Im Delta
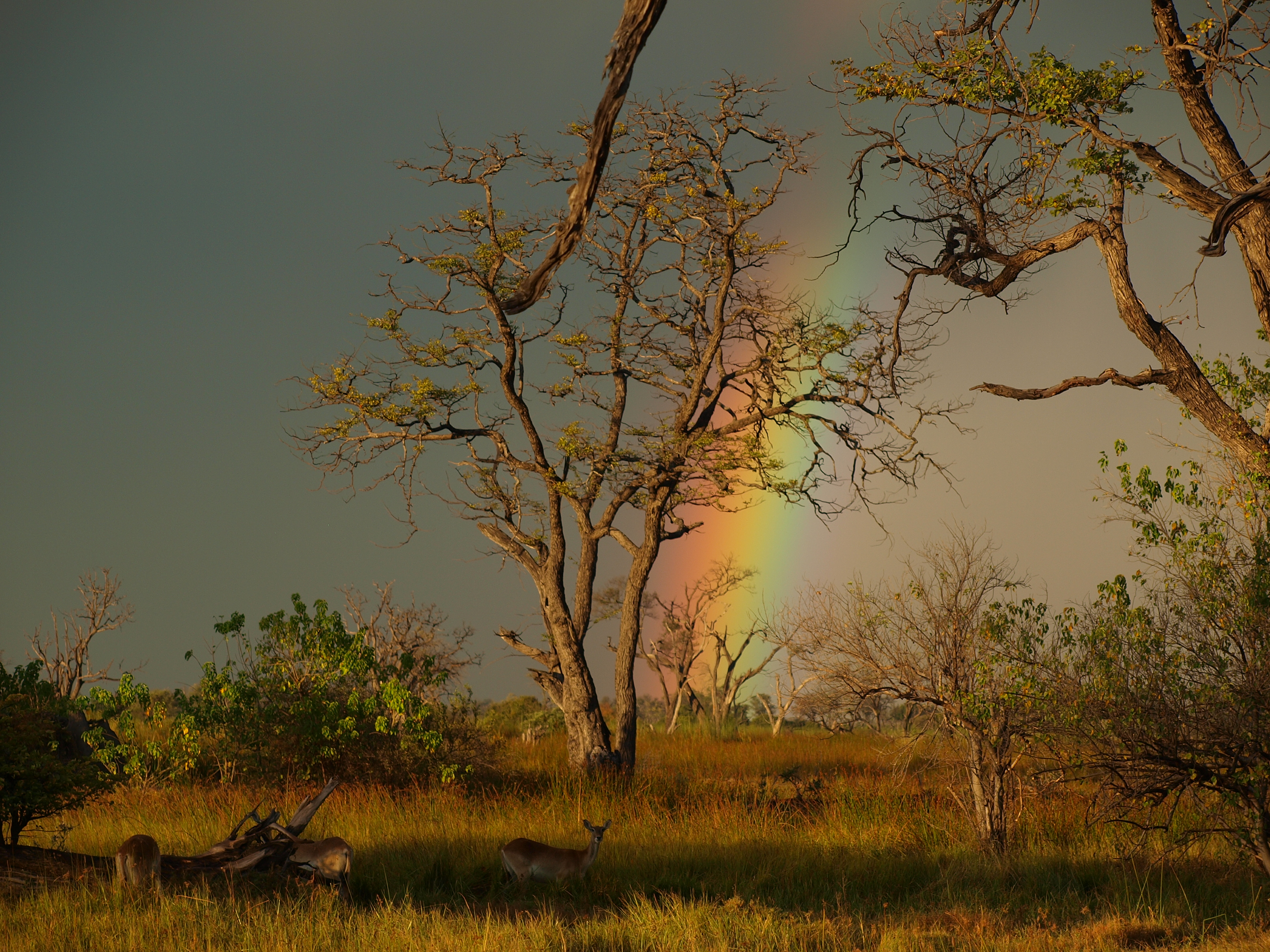
Bei Regen im Delta

## Filme
- Dereck und Beverly Joubert: Naturwunder Okawango. Dreiteilige Serie, ausgestrahlt in Das Erste im Mai 2020.[8]